# II-62
De II-62 is een nationale weg van de tweede klasse in Bulgarije. De weg loopt van Kjoestendil via Doepnitsa naar Samokov. De II-62 is 80 kilometer lang.